# Matthias Tanno
Matthias Tanno (29 dicembre 1994) è un giocatore di football americano svizzero che gioca nel ruolo di defensive back per i Calanda Broncos.